# ماسامي سوزوكي
ماسامي سوزوكي (鈴木真仁 سوزوكي ماسامي) هي مؤدية أصوات يابانية ولدت في 14 يوليو 1972 في تشيغاساكي، كاناغاوا.

## أدوارها في الأنمي

### مسلسلات أنمي تلفزيونية
- فرسان الأرض - وسيم
- يوغي - بونز
- يوغي GX - سايروس تروسديل
- سلايرز - أميليا ويل تيسلا سيلون
- سلايرز NEXT - أميليا ويل تيسلا سيلون
- سلايرز TRY - أميليا ويل تيسلا سيلون
- سلايرز REVOLUTION - أميليا ويل تيسلا سيلون
- سلايرز EVOLUTION-R - أميليا ويل تيسلا سيلون
- لوست يونيفرس - نينا ميركوري
- موشيشي - إيسانا
- روروني كينشين - هيمورا كينشين (أيام الطفولة), إيبيسو ماريمو
- ون بيس - أبيس
- سوزوكا - يوكا ساوتومي
- غوست هنت - أياكو ماتسوزاكي
- كاتيكيو هيتمان ريبورن! - لال ميرش
- كاشرن سينز - نيتا، ليزا
- المعلم الساحر نيغيما! - نيكاني سبرينغفيلد
- ماوارو بنغويندرام - والدة أي
- ووركينغ!! - والدة ماهيرو إينامي
- ووركينغ'!! - والدة ماهيرو إينامي
- ووركينغ!!! - والدة ماهيرو إينامي
- بوكيمون - بايلي

### أوفا أنمي
- روروني كينشين: فصل الذكريات - هيمورا كينشين (أيام الطفولة)

## وصلات خارجية
- ماسامي سوزوكي على موقع IMDb (الإنجليزية)
- ماسامي سوزوكي على موقع ميوزك برينز (الإنجليزية)
- ماسامي سوزوكي على موقع ديسكوغز (الإنجليزية)
- ماسامي سوزوكي على موقع قاعدة بيانات الفيلم (الإنجليزية)
- ماسامي سوزوكي على موقع ANN person (الإنجليزية)